# Ławeczka Starszych Panów
Ławeczka Starszych Panów znajduje się na wzgórzu uniwersyteckim w Opolu.
Jest dziełem rzeźbiarza opolskiego, profesora Mariana Molendy. 
Projekt został wybrany spośród siedmiu koncepcji, przedstawionych przez Autora inicjatorowi pomnika – profesorowi Stanisławowi S. Niciei. Przedstawia obu artystów Kabaretu Starszych Panów siedzących na końcach ławki, przechodzącej miękko z klawiatury fortepianu we wstęgę papieru. 
Pomnik Starszych Panów stanął na wzgórzu 4 czerwca 2010 obok zrealizowanych wcześniej również z inicjatywy prof. Niciei pomników Jerzego Grotowskiego, Agnieszki Osieckiej, Czesława Niemena i Marka Grechuty. 